# Coldwell Banker
Coldwell Banker este o companie de consultanță imobiliară din Statele Unite înființată în anul 1906.
Coldwell Banker oferă servicii de consultanță și brokeraj pe toate segmentele pieței (rezidențial, birouri, industrial, retail, terenuri și investiții), servicii conexe - precum brokeraj de credit, servicii de evaluare, studii de piață - și servicii de property și facility management.
Cu o istorie de peste 100 de ani, compania este deținută de Realogy Corporation, unul dintre cei mai mari francizori din domeniul imobiliar la nivel mondial.
Prin rețeaua sa, Coldwell Banker acoperă 47 de țări cu 3.600 de birouri și 120.000 de brokeri.

## Coldwell Banker în România
Compania este prezentă și în România din anul 2007, prin Coldwell Banker Affiliates of Romania și are în prezent 12 sucursale din care 9 în București.
Cifra de afaceri:
- 2009: 3,69 milioane euro[5]
- 2008: 3,5 milioane euro[2]